# 罗姆西修道院
罗姆西修道院（Romsey Abbey）是位於英國罗姆西的一座英國聖公會的教區教堂。自基督教堂小修道院被劃入多塞特郡之後，羅姆西修道院是漢普郡規模最大的教區教堂。羅姆西修道院始建於10世紀。